# Polaridade

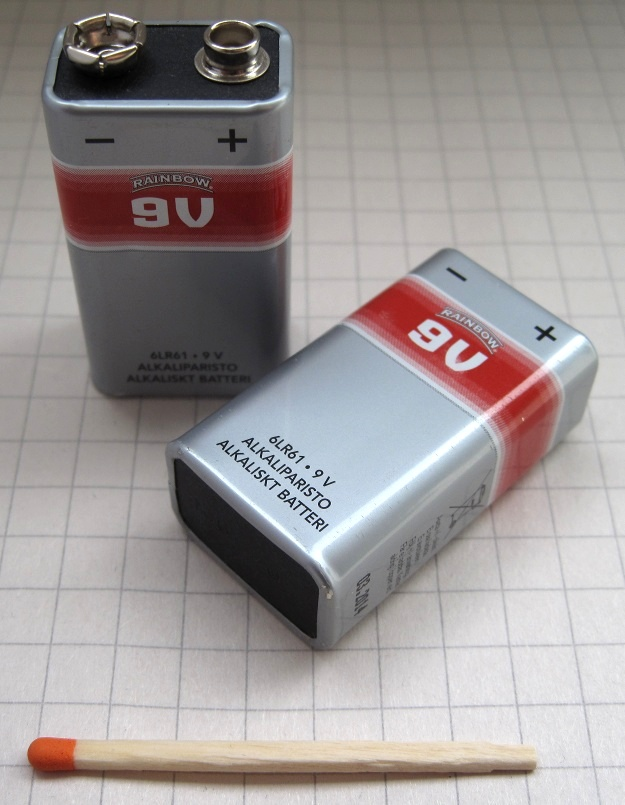
Polaridade negativa (esquerda) e positiva (direita) em baterias de 9 volts.

Polaridade em física é um atributo com dois possíveis valores. Em eletrônica, polaridade se refere ao tipo de carga (negativa ou positiva). Os elétrons e prótons possuem cargas elétricas com polaridades opostas, isto é, o elétron possui carga negativa (−) e o próton possui carga positiva (+).
Cargas de mesma polaridade ou sinal repelem-se umas às outras, enquanto cargas de polaridades opostas se atraem. Isso quer dizer que os fenómenos elétricos são manifestações de cargas elétricas que têm polaridades positiva ou negativa.

## Identificação de polaridade
A identificação de polaridade com (+) ou (−) é uma maneira de se distinguir uma fonte de tensão. A polaridade pode ser identificada em circuitos de corrente contínua, porém em circuitos de corrente alternada, o sentido da corrente se inverte continuamente. Toda fonte de tensão de corrente contínua tem terminais positivo e negativo que estabelecem a polaridade no circuito. Assim, cada componente em um circuito CC (fusível, chave, carga, etc.) terá um lado de polaridade positiva (+) e um lado de polaridade negativa (−).